# Brujería en Guipúzcoa

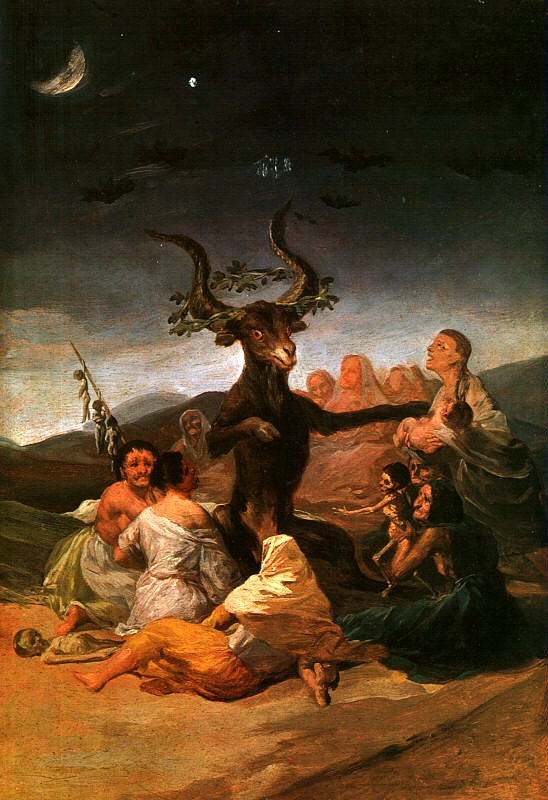
Aquelarre, pintura de Francisco de Goya

La brujería en Guipúzcoa hace referencia a las prácticas de  hechicería y magia que fueron perseguidas y castigadas en la provincia de Guipúzcoa (País Vasco, España) durante la Edad Moderna, particularmente entre los siglos XV y XVIII.
Al igual que en muchas otras regiones de Europa, las acusaciones de brujería fueron una parte importante de los procesos judiciales impulsados por la Inquisición, la Iglesia católica y las autoridades civiles.
Estos procesos se basaban en la creencia de que algunas personas, principalmente mujeres, mantenían pactos con el diablo y cometían  actos maléficos, tales como hechizos,  y aquelarres.
Los inquisidores, frecuentemente  en colaboración con las autoridades civiles locales, investigaban las acusaciones de brujería de forma minuciosa. No todos los procesos resultaban en condenas, pero los acusados  se enfrentaban a juicios marcados por la tensión social y la presión popular. 
En este contexto, las creencias populares, las tensiones locales y la influencia de la Inquisición crearon un clima de miedo que condujo a la persecución y castigo de numerosas personas, muchas de las cuales eran inocentes.

## Contexto histórico
La creencia en la brujería y la persecución de las brujas (sorginak en euskera) fueron fenómenos comunes en Europa durante la Edad Moderna.
En el caso del País Vasco, y especialmente en Guipúzcoa, las acusaciones de brujería se entrelazaron con la cultura local, las tensiones sociales y las prácticas religiosas. 
A lo largo de los siglos XVI y XVII, la presencia de la Inquisición en Guipúzcoa y las tensiones internas dentro de las comunidades locales favorecieron la proliferación de denuncias de brujería, particularmente en áreas rurales.
Guipúzcoa, al igual que otras provincias vascas, fue testigo de varios procesos judiciales relacionados con la brujería, aunque no tan intensos o tan frecuentes como en otros lugares de Europa. Los testimonios de los procesos judiciales, muchas veces obtenidos bajo tortura, revelan la importancia de la superstición, el miedo a lo sobrenatural y las rivalidades locales en el origen de las acusaciones.
La Inquisición española jugó un papel crucial en la persecución de las brujas en Guipúzcoa. Aunque la Inquisición en España no fue tan activa en la caza de brujas como en otros países europeos (como Alemania o Francia), sí se ocupó de la condena de aquellas personas acusadas de practicar la magia negra o el culto al diablo.
La Inquisición de San Sebastián fue una de las principales instituciones que llevaron a cabo estos procesos. Aunque en algunos casos las personas acusadas de brujería fueron exoneradas o simplemente sometidas a penas menores (como penitencias o exilio), en otros casos se dictaron condenas severas que incluían tortura, excomunión y ejecución.
Los procesos de caza de brujas no solo fueron un fenómeno religioso, sino también social y cultural, que reflejaba las tensiones y temores de una sociedad medieval tardía enfrentada a lo desconocido y lo inexplicable.

## Las Brujas

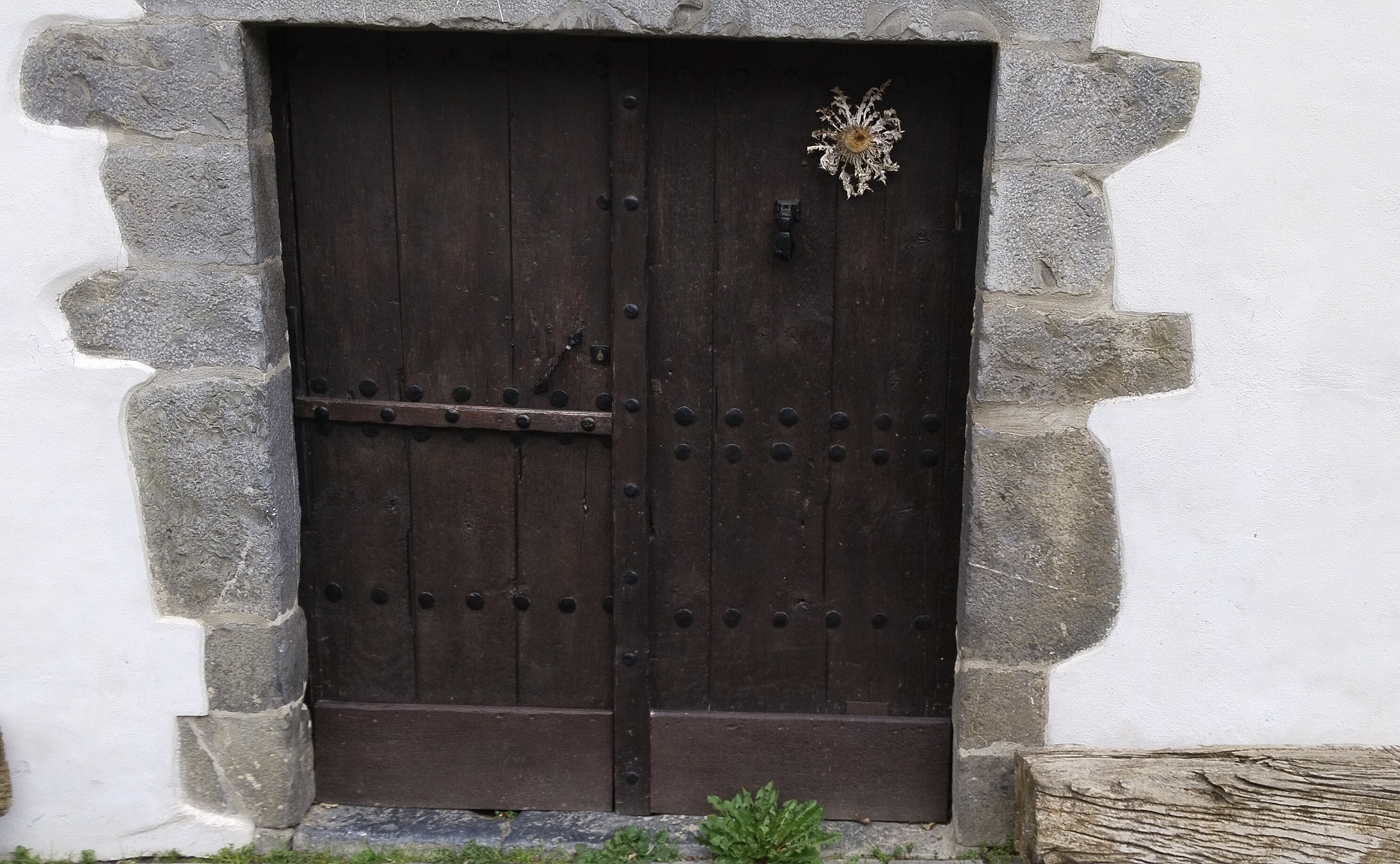
Eguzkilore protector de hechizos, maleficios y brujerías.

Los individuos acusados eran mayormente mujeres. Entre las causas de dicha situación podríamos encontrar el hecho que la mujer era considerada moralmente más débil y en consecuencia, sucumbía más fácilmente a la tentación del diablo.
Normalmente eran mayores de 50 años, ya que eran procesadas cuando las sospechas habían ido aumentando durante años.
Otra explicación sería que las mujeres, que no disponían ni de poder político ni físico, podían utilizar la brujería como instrumento de protección y venganza.
Las funciones habituales de las mujeres en la sociedad ofrecían mayores oportunidades de practicar la magia nociva: cocineras, curanderas y comadronas. Resulta interesante el hecho que las acusaciones se originaban por tensiones ocurridas entre mujeres, por eso una cifra importante de testimonios son mujeres.
El estado civil de las brujas presentaba algunos aspectos comunes. Serían mayormente personas no casadas y, dentro de dicho grupo, las viudas eran las más numerosas.
Las brujas formaban parte de los estratos más bajos de la sociedad, por lo tanto estaban más dispuestas a recurrir a la venta de curas mágicas con la intención de sobrevivir, a utilizar la brujería como medio de venganza y a pactar con el diablo para mejorar su situación económica. La “caza de brujas” guarda una estrecha relación con un momento histórico en el que la pobreza se extendió

## Casos destacados
Aunque el caso más famoso de persecución de brujas en el País Vasco tuvo lugar en Zugarramurdi (Navarra), sus efectos trascendieron a Guipúzcoa. En 1610, varias mujeres fueron acusadas de brujería en Zugarramurdi y otras localidades cercanas, lo que desató una brujomanía en la región. La acusación principal era que las mujeres habían realizado un pacto con el diablo y se reunían en aquelarres en los bosques cercanos, un fenómeno que alimentaba el miedo a las brujas en toda la región.
Este caso tuvo un impacto significativo en Guipúzcoa, ya que las denuncias de brujería se extendieron a otras localidades cercanas. La Inquisición investigó a numerosas personas, muchas de ellas de comunidades guipuzcoanas, que fueron sometidas a torturas y condenadas a duras penas. Sin embargo, la represión de la brujería en la región no se limitó a este caso aislado.
En 1635, en el municipio de Elgóibar, un caso notable de persecución de brujas fue documentado. Varias personas fueron acusadas de realizar maleficios que afectaban a la salud de los habitantes y a las cosechas. En este caso, algunas mujeres fueron arrestadas y sometidas a tortura para obtener confesiones.
El proceso evidenció el temor generalizado a los efectos malignos de la brujería y cómo las acusaciones se basaban en rumores y supersticiones, a menudo alimentados por conflictos personales o rivalidades locales.
En Azpeitia, uno de los casos más conocidos fue el de María de Arizcun, acusada de brujería en 1626. Según las denuncias, María había causado la muerte de varias personas y había invocado al diablo a través de rituales oscuros. Durante su juicio, fue sometida a tortura, una práctica habitual para obtener confesiones en esa época. 
Sin embargo, a pesar de la escasa evidencia material, las acusaciones prosperaron, y María fue condenada a una severa penitencia.
En 1619 y 1620, en el municipio de Azcoitia , se produjeron varias acusaciones de brujería, que involucraron a un número significativo de personas, tanto hombres como mujeres. Este caso fue una mezcla de superstición popular, conflictos sociales y denuncias personales.
Uno de los testimonios más llamativos fue el de Juan de Zubiria, un hombre que confesó haber sido testigo de una reunión nocturna de brujas en el bosque. Según su testimonio, vio cómo un grupo de mujeres se reunían en un aquelarre para rendir culto al diablo y celebrar rituales paganos. La confesión de Zubiria, aunque dudosa, fue suficiente para que varias mujeres fueran arrestadas, sometidas a interrogatorios y torturadas.
En Bidegoyan, un pequeño municipio en la comarca de Guipúzcoa, se dio otro caso famoso de acusación de brujería entre 1634 y 1635. Se trató de un proceso iniciado por una serie de denuncias de maleficios que presuntamente habían causado enfermedades y malas cosechas en la región. Varias personas fueron acusadas, principalmente mujeres, que fueron sometidas a interrogatorios bajo tortura. Se les acusaba de mantener relaciones con el diablo y de participar en rituales oscuros.
Uno de los testimonios más sorprendentes fue el de una anciana llamada Catalina de Iruretagoyena, quien fue acusada de ser la líder de un aquelarre en la zona. 
Según las confesiones obtenidas bajo tortura, ella era la encargada de reclutar a otras mujeres para llevarlas a estos encuentros secretos en los bosques cercanos. Aunque algunas personas lograron defender su inocencia, varias fueron condenadas y ejecutadas.
Otros aquelarres estudiados fueron e 1611 en Fuenterrabía, uno en el monte Jaizquíbel, en la ermita de Santa Bárbara y otro en las rocas y arenales de la villa. También se citaban unos prados de la ermita de Nuestra Señora de Guadalupe o el prado cercano a la ermita de San Telmo . De las declaraciones de unos surgían nuevos culpados, lo que dejó al descubierto unos aquelarres muy participativos.
Otros aquelarres menores están descritos en San Sebastián, con escasa participación de gente. María Gómez, de dieciséis años, asistió varias veces a estos aquelarres: uno celebrado “en una montaña alta y en el arenal. Debía ser un aquelarre reducido porque sólo se acuerda de citar como cómplices en estas congregaciones a otras tres mujeres, una de ellas francesa.
La Inquisición creía en la existencia de otros aquelarres en Rentería, Oyarzun, Andoáin, Urnieta, Gaztelu y Asteasu. Cobró una especial relevancia la zona que iba desde San Sebastián hasta Fuenterrabía.

## Características de los procesos judiciales
Las acusaciones surgían principalmente de las comunidades locales, donde las rivalidades y los conflictos sociales contribuían a la propagación de rumores. Las pruebas solían basarse en testimonios obtenidos bajo tortura, en los cuales las personas acusadas de brujería confesaban actos que, en muchos casos, no habían cometido.
Entre las pruebas más comunes utilizadas en los juicios figuran los testimonios de testigos, que a menudo no eran más que rumores, y las pruebas físicas como la búsqueda de la marca del diablo que en el País Vasco era una marca que el diablo les hacía en el iris del ojo izquierdo.
Las penas para las personas condenadas se fueron diluyendo con el paso de los años, pero en sus inicios incluían ejecuciones públicas (muertes en la hoguera o por ahorcamiento), exilio o penitencias públicas.

## Conclusión
La brujería en Guipúzcoa fue un fenómeno multifacético que integró factores religiosos, sociales y políticos  marcados por el temor al diablo y lo sobrenatural.
Los casos documentados evidencian  cómo las creencias populares, las tensiones locales y la influencia  de la Inquisición contribuyeron a la creación de un clima de terror que llevó a la persecución y castigo de muchas personas inocentes, especialmente mujeres,  acusadas de practicar la brujería.
En este contexto, el antropólogo Julio Caro Baroja fue un referente en el estudio de este fenómeno en el País Vasco.